# Eulophia protearum
Eulophia protearum är en orkidéart som beskrevs av Heinrich Gustav Reichenbach. Eulophia protearum ingår i släktet Eulophia och familjen orkidéer.
Artens utbredningsområde är Angola. Inga underarter finns listade i Catalogue of Life.